# 天光教
天光教（てんこうきょう）は、日本の新宗教。1948年（昭和23年）に立教された。教祖は藤田真照。本部は大阪府大阪市天王寺区堂ヶ芝。
金光教から分派した教団であり、文化庁発行の『宗教年鑑』上でも神道系として分類されている。会員数は174,965人。

## 歴史
1948年（昭和23年）に金光教の信徒だった藤田真照が東京都大田区大森で「信修会教団」を設立。
1958年（昭和33年）に「天光教」に改称し、本部が大阪市天王寺区堂ヶ芝へ移転。
藤田は教団内では祭神と見なされており、「生神天光大御神」と呼ばれている。現在の教団の代表者は、藤田真照の娘婿である藤田真造である。またかつては『大恵会報』という機関紙を発行していた。

## 歴代教主

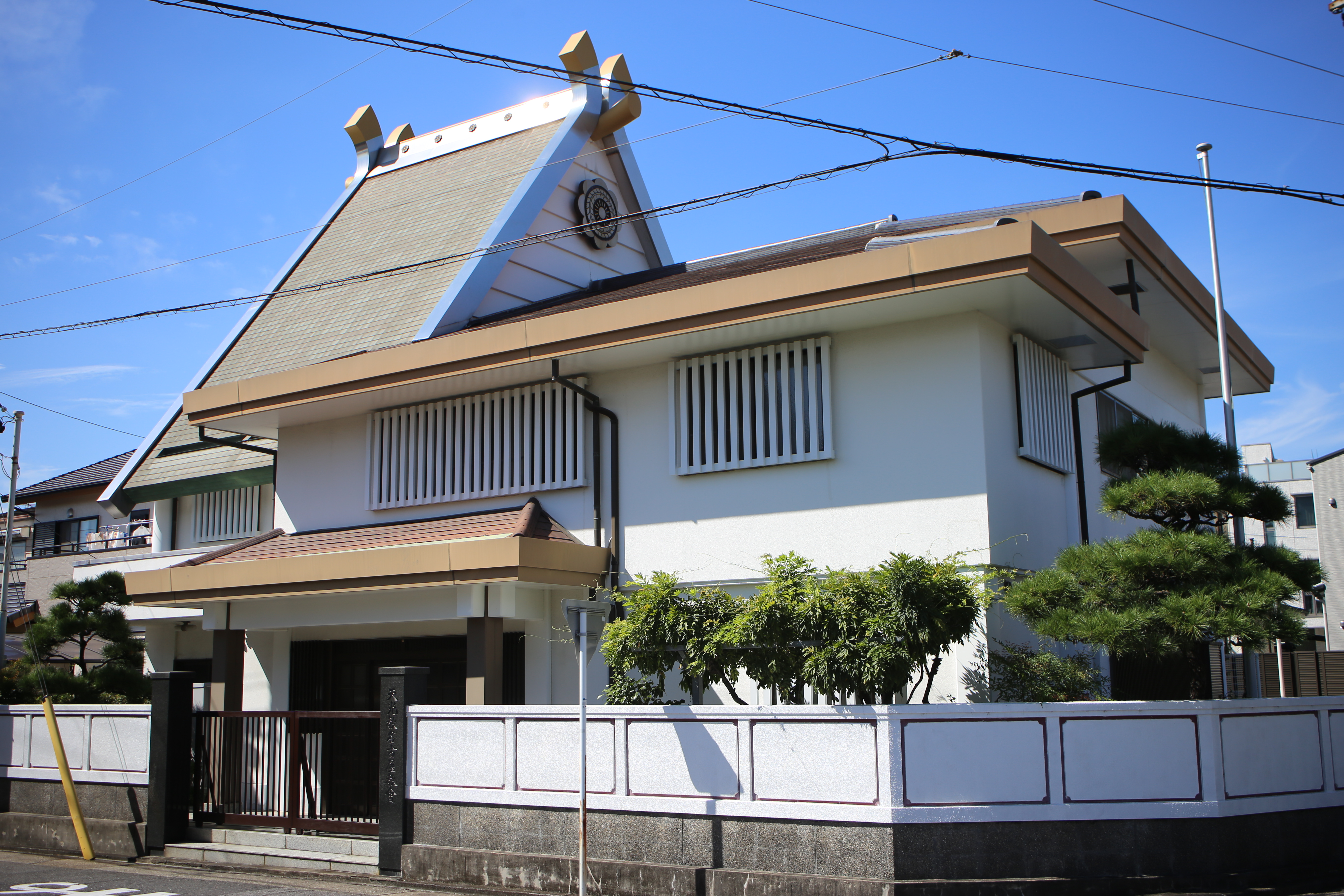
天光教名古屋教会

教団では「教え主」と呼ぶ。
| 代   | 氏名     | 就任年 | 退任年 |
| ---- | -------- | ------ | ------ |
| 初代 | 藤田真照 | 1948年 | 1966年 |
| 2    | 藤田真造 | 1966年 | 現在   |